# Roscille d'Anjou
Roscille d'Anjou, (906-948), est la fille de Foulque Ier comte d'Anjou et de Roscille de Loches.

## Biographie

### Union et descendance
Selon un document, prétendument tiré d'un registre conservé à la Tour de Londres, bien que ce texte ne fasse pas partie de l'histoire fragmentaire survivante des comtes d'Anjou attribuée à Foulques IV le Réchin, elle aurait épouse Alain Barbetorte devenant ainsi duchesse de Bretagne  : 
« Comes Fulco et Tescendis comitissa" [faisant vraisemblablement référence au comte Foulques Ier et à son épouse Roscille ?] avaient "tres filios ... Roscillam Alani comitis dicti de Barbatorta uxorem  »,.

### Fratrie
Elle a trois frères :
- Ingelger d'Anjou, tué en combat contre les Normands ;
- Guy d'Anjou, évêque de Soissons, mort en 973 ;
- Foulque II d'Anjou, Comte d'Anjou et Comte de Nantes de 958 à 960.